# Typhonium
Genre
Classification phylogénétique
Typhonium est un genre de 104 espèces de l'Afrique tropicale à l'Asie subtropicale appartenant à la famille des Araceae.
Depuis le début des années 2000, les deux espèces du genre Sauromatum ont été placées dans le genre Typhonium, rendant, semble-t-il, caduc le genre Sauromatum.
- Typhonium venosum (Dryand. ex Aiton) Hett. & P.C.Boyce (Syn. Sauromatum venosum, Sauromatum guttatum, Arum cornutum) - l’arum cornu, originaire des régions au sud de l’Himalaya - est l'espèce la plus rustique. Si le tubercule est planté suffisamment profondément il résistera à un hiver pas trop rigoureux.

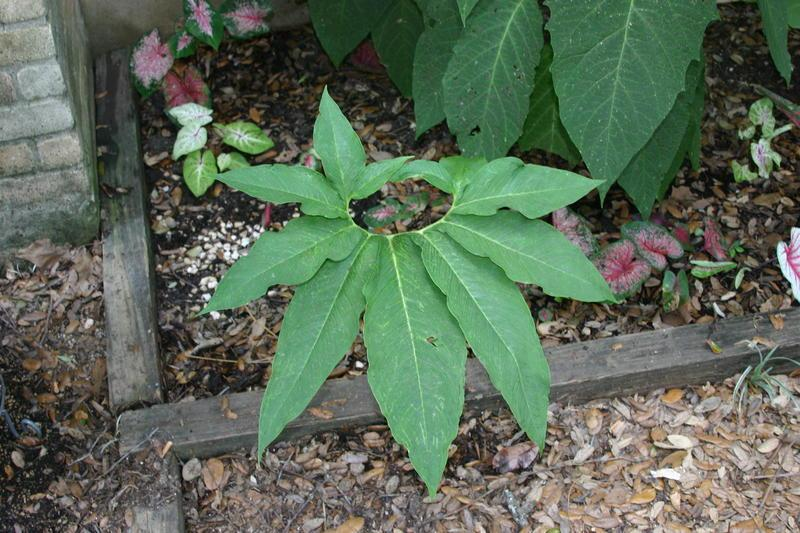
Feuille de Typhonium venosum

Diverses Araceae ont éveillé l’imagination de populations primitives et étaient – sont parfois encore – considérées comme des symboles phalliques. Ainsi Typhonium venosum, l’arum cornu du sud de l’Himalaya, est également appelé voodoo lily.
Les tubercules de Typhonium venosum, qui sont parfois présentés pour fleurir à sec à l’intérieur, génèrent une inflorescence « diabolique » à long spadice violet entouré par une spathe jaunâtre à taches pourprées. Cette espèce spectaculaire, qui est fécondée par les mouches, répand une odeur nauséabonde ; ce qui fait qu’on s’en débarrasse souvent rapidement…
Les grandes feuilles digitées, qui ressemblent à celles de l'arum serpentaire (Dracunculus vulgaris) apparaissent après la floraison.

## Espèces
- Typhonium adnatum
- Typhonium alpinum
- Typhonium blumei
- Typhonium diversifolium
- Typhonium fultum
- Typhonium gracile
- Typhonium lineare
- Typhonium orbifolium
- Typhonium triste
- Typhonium venosum